# 채널A
채널A(Channel A)는 유료 플랫폼으로 방송하는 대한민국의 종합편성채널이다. 
본사는 서울특별시 마포구 상암산로 76 (상암동)에 있다.

## 연혁
- 1980년 11월 30일: 언론 통폐합으로 DBS가 KBS에 매각
- 2000년 1월 1일 : 광화문 동아미디어센터 준공
- 2011년 12월 1일 : 채널A 개국
- 2011년 12월 29일 : 동아디지털미디어센터(DDMC) 착공
- 2012년 3월 2일 : 채널A 출자 스토리네트웍스 출범
- 2012년 3월 30일 : 동아일보 주최 고교야구 황금사자기 야구 중계
- 2014년 4월 1일 : 채널A 출자 미디어텍 출범
- 2014년 4월 22일 : 채널A 출자 미디어렙A 출범
- 2014년 12월 17일 : 동아디지털미디어센터(DDMC) 준공
- 2015년 7월 1일 : 채널A플러스 개국
- 2016년 12월 1일 : 동아일보 주최 서울국제마라톤대회 마라톤 중계
- 2016년 12월 29일 : 채널A 출자 채널A B&C, 채널A 뉴스비전 출범
- 2024년 7월 7일 : 채널A 로고 변경 (디자인은 한붓그리기 형식)
- 2024년 12월 30일 : 채널A플러스 로고 변경

## 직원

### 현직 기자

#### 보도본부
- 박민혁 본부장
- 김유영 부본부장
- 임도현 부본부장
- 천상철 부본부장 - 채널A 뉴스 TOP 10 주말 진행

#### 편집1부
- 배혜림 편집1부장
- 김민지 차장(A)
- 김유빈 기자
- 김태욱 기자[2]
- 유덕영 기자
- 전민영 기자 - 토요 랭킹쇼 진행
- 정하니 기자 - 뉴스A 평일 앵커
- 홍유라 기자[3]

#### 편집2부
- 박소윤 편집2부장
- 김응수 기자
- 김종석 기자 - 채널A 뉴스 TOP 10 평일 진행
- 김진 기자 - 김진의 돌직구쇼, 이제 만나러 갑니다 진행
- 박광민 기자
- 심정숙 기자
- 유승진 기자
- 이상희 기자
- 이용환 선임기자
- 황순욱 기자 - 뉴스A LIVE 평일 진행

#### 정치부
- 동정민 정치부장 - 뉴스A 평일 진행
- 성시온 차장
- 구자준 기자 - 뉴스A LIVE 주말 진행[4]
- 김단비 기자
- 남영주 기자
- 박자은 기자
- 백승연 기자
- 성혜란 기자[5]
- 손인해 기자
- 이남희 기자
- 이동은 기자
- 이상원 기자
- 이세진 기자
- 이준성 기자
- 정연주 기자[6]
- 조민기 기자
- 최승연 기자
- 홍지은 기자

#### 사회부
- 우정렬 사회부장
- 강병규 기자
- 강보인 기자
- 공태현 기자
- 권경문 기자
- 김세인 기자
- 김정근 기자
- 김지윤 기자
- 배두헌 기자
- 배준석 기자
- 백승우 기자
- 송정현 기자
- 유주은 기자
- 이기상 기자
- 이민준 기자
- 이새하 기자
- 이혜주 기자
- 장호일 기자
- 좌영길 기자
- 최다함 기자
- 최재원 기자

#### 정책사회부
- 노은지 정책사회부장 - 정치시그널 앵커
- 조영민 차장[7]
- 강태연 기자
- 곽민경 기자
- 김민환 기자
- 김설혜 기자[8]
- 김승희 기자
- 서창우 기자
- 이다해 기자
- 이현재 기자
- 정성원 기자
- 정수정 기자
- 장하얀 기자 - 뉴스A LIVE 주말 앵커
- 홍란 기자

#### 전국부
- 강신영 전국부장
- 김의태 기자
- 조현진 기자
- 배영진 기자
- 홍진우 기자
- 허준원 기자
- 강경모 기자
- 김대욱 기자
- 김태영 기자
- 공국진 기자
- 김한익 기자
- 정승환 기자

#### 경제산업부
- 손영일 경제산업부장
- 우현기 재계IT팀장 - 토요 랭킹쇼 진행
- 김태우 기자
- 배정현 기자
- 신선미 기자
- 안건우 기자
- 여인선 기자
- 임종민 기자
- 정다은 기자
- 조현선 기자 - 기상캐스터에서 전직

#### 외교안보국제부
- 김범석 외교안보국제부장
- 김민곤 기자
- 김성규 기자
- 김용성 기자
- 김유진 기자
- 김윤수 기자 - 뉴스A 주말 진행
- 문예빈 기자
- 선영 기자
- 서주희 기자
- 송진섭 기자
- 송찬욱 기자[9]
- 이솔 기자
- 이윤상 기자[10]
- 정다은 기자
- 조아라 기자[11]
- 조은아 기자[12]
- 최주현 기자[13]

#### 문화스포츠부
- 김성진 문화스포츠부장
- 이상연 차장
- 김재혁 기자
- 김호영 기자
- 이현용 기자
- 장치혁 기자

## 프로그램

### 방영 프로그램

#### 드라마
- 토일 드라마 《여행을 대신해 드립니다》

#### 예능
- 탐정들의 영업비밀
- 몸신의 탄생
- 개와 늑대의 시간
- 요즘 남자 라이프 신랑수업
- 남의 나라 살아요 선 넘은 패밀리
- 브레인 아카데미
- 요즘 육아 금쪽같은 내 새끼
- 성적을 부탁해 티처스 2

#### 교양
- 행복한 아침
- 김진의 돌직구쇼
- 이야기 더
- 토요 랭킹쇼
- 서민갑부
- 채널A 시청자 마당
- 나는 몸신이다
- 나 다시 돌아갈래 순정시대
- 엄마의 여행 고두심이 좋아서
- 이제 만나러 갑니다
- 서민갑부 폐업 탈출 대작전
- 100세 프로젝트
- 절친 토큐멘터리 4인용 식탁
- 인간적으로
- 스타건강랭킹 넘버원

#### 뉴스
- 뉴스A LIVE
- 채널A 뉴스 TOP 10
- 뉴스A
- 채널A 뉴스특보

### 종영 프로그램

#### 드라마
- 월화 드라마
- 수목 드라마
- 금토 드라마

#### 예능
- 불멸의 국가대표
- 개그시대
- 풍문으로 들었쇼
- 글로벌 한식 토크 쇼킹
- 아빠본색
- 청춘스타
- 프렌즈
- 강철부대
- 웰컴 투 시월드
- 웰컴 투 돈월드
- 개밥 주는 남자
- 싱데렐라
- 애로부부
- 연예 스테이션
- 신입사원 탄생기 굿피플
- 나만 믿고 따라와, 도시어부
- 나만 믿고 먹어봐 도시횟집
- 천하제일장사
- 결혼 말고 동거
- 하트 시그널 4
- 고기서 만나
- 오은영의 금쪽 상담소
- 아빠는 꽃중년
- 성적을 부탁해 티처스
- 강철부대 W
- 테라피 하우스 애라원
- 하트페어링

#### 교양
- 잠금 해제 2020
- 실화 극장 그날
- 新 대동여지도
- 관찰카메라 24
- 천 개의 비밀 어메이징 스토리
- 이영돈 PD의 논리로 풀다
- 이영돈 PD의 먹거리 X파일
- 사건상황실
- 블랙 2 영혼 파괴자들
- 외부자들
- 천일야사

#### 뉴스
- 채널A 아침뉴스
- 뉴스쇼 A타임
- 박종진의 쾌도난마
- 채널A 뉴스특급
- 채널A 뉴스스테이션
- 채널A 뉴스뱅크
- 채널A 종합뉴스

## 기타
- 방송 여는 시작에 제공 자막 표시는 광고주만 나열하는 것이다.[14]
- 하이라이트 · 예능 · 교양 프로그램은 상단 오른쪽 채널A 로고 아래 본방송으로 표시된다.[15]
- 뉴스, 스포츠 드라마 프로그램은 상단 오른쪽 채널A 로고 아래 LIVE로 표시된다.
- 2016년 1월 1일 ENDING이 추가 도입되었다.
- 2019년 9월 23일 자로 적용된 브랜드를 도입하였다.
- 매년 신년전야 타종 행사를 정기적으로 방송하지 않았던 해당 방송사는, 한동안 2023년에서 2024년으로 넘어가는 시점에 타종 행사 실황을 중계하였다. 그러나 2024년에서 2025년으로 넘어가는 시점부터는 다시 해당 행사를 방송하지 않고 있는 상황이다.
- 국내외 인기 프로그램을 시청하는 것으로 추정되나, 온에어 및 OTT 서비스 등에서의 저작권 관련 문제로 인해 일부 콘텐츠는 시청이 불가능한 경우가 있는 것으로 보인다.[16][17]

## 제휴사
- 경인일보
- 강원일보
- 대전일보
- 광주일보
- 전북일보
- 매일신문
- 부산일보
- 경남신문
- 제주일보

## 수상 내용
- 정보통신정책연구원 방송프로그램 시청자 만족도 평가지수 종합편성채널 1위 (2012년 1월~2014년 3월, 9분기 연속)
- 방송통신심의위원회 ‘이달의 좋은 프로그램상’ [눈을 떠요 아프리카] (2012.6)
- 제 2회 이달의 클린콘텐츠 대상 (TV앵커 부문) [이제 만나러 갑니다] (2012.7)
- 제 1회 좋은 세상 나눔이 언론상 (영상보도 부문) [함께 가야 멀리 간다 1∙2부 (2012.9)
- 제 1회 통일방송 대상 [이제 만나러 갑니다] (2012.9)
- 제 13회 키파 (KIPA) 최우수작품상 (작품상 부문) [하얀 묵시록, 그린란드] (2012.11)
- 방송통신심의위원회 ‘이달의 좋은 프로그램상’ [칭마에서 일주일] (2012.11)
- 통일부장관 표창 (기획상, 특별상 부문) [이제 만나러 갑니다] (2012.11)
- 한국기자협회 ‘이달의 기자상 (취재보도부문상 – 특별상)’ (2013.3)
- 방송통신심의위원회 ‘이달의 좋은 프로그램상’ [특별취재 탈북1∙2부] (2013.3)
- 제 3회 서재필 언론문화상 [이제 만나러 갑니다] (2013.4)
- 방송통신심의위원회 ‘이달의 좋은 프로그램상’ [이영돈PD의 먹거리X파일 100회 특집] (2014.3)
- 제 47회 휴스턴국제영화제 다큐멘터리부문 대상 [특별취재 탈북1∙2부] (2014.4)
- 방송통신위원회 방송대상 (뉴미디어 부문 우수상) [특별취재 탈북1∙2부] (2014.6)
- 제 19회 아시안 TV어워즈 베스트 다큐멘터리 시리즈 부문 최우수상 [특별취재 탈북1∙2부] (2014.12)
- 방송통신위원회 ‘이달의 좋은 프로그램상’ [서민갑부] (2016.5)
- 2016 Promax BDA 어워즈 디자인 부문 동상 [채널A ID] (2016.6)

## 마케팅

### CI

2011년 12월 1일부터 슬로건과 함께 CI를 공개했다. CI는 무지개의 다채로운 색상을 모티브로 했다. 이는 특정한 색, 편협한 시각에 얽매이지 않는 창조성과 다양성을 상징한다고 밝혔다. 영문 사명을 기존에 쓰였던 채널A 대신 모두 대문자인 채널A로 사용한다고도 밝혔다. 다만 로고는 종합편성채널 전환 직전까지 소문자를 사용한다.

### 마스코트
2023년 12월 "므보니" 마스코트로 등장하였다.

## 같이 보기
- 동아일보
- 채널A플러스